# 深澤多市
深澤 多市（ふかさわ たいち、1874年（明治7年）4月18日 - 1934年（昭和9年）12月20日）は、郷土史家で民俗学研究家、秋田県内の郷土資料を集成した『秋田叢書』および『秋田叢書 別集 菅原真澄集』の編者。号は紫水（しすい）。

## 経歴
深澤多市は1874年、秋田県仙北郡畑屋村金沢東根（現・美郷町）に深澤周吉・リエ夫妻の長男として生まれた。1881年（明治14年）、中野小学校に入学。この小学校は当時「仙北三山」のひとりといわれた文人高橋午山（軍平）の居宅内に設けられた家塾を前身とする小学校で、多市少年はここでのちに六郷熊野神社の宮司となる熊谷京市の薫陶を受けたという。高梨村出身で六郷町長をつとめた後藤宙外によれば、多市少年は秀才として聞こえ、父周作もまたたいへんな文化人で、父からも学問を伝授された多市は10歳頃には普通の漢籍をことごとく修了していたという。
卒業後は六郷町の熊谷松陰に国漢を学び、17歳のころから仙北郡飯詰村（現・美郷町）の江畑家の家塾で漢学をさらに学んだ。1892年（明治25年）に上京、東京の二松学舎で漢文学を修め、その後帰郷して、1894年（明治27年）より江畑塾の後身である飯詰村酔経学舎で、「遐邇新聞」主筆も務めた大館町出身の大学者狩野徳蔵（旭峰）や六郷在住の熊谷松陰らより国漢・詩文の教授を受けた。1895年（明治28年）、日清戦争に召集され、青森の歩兵第5連隊補充大隊第1中隊に入隊、翌年には再召集され、その事務能力の高さを買われ当初は三等書記のちに昇進して二等書記（下士官。軍曹に相当）を務めた。1897年（明治30年）、深澤多市は高橋午山の斡旋で畑屋村役場に入って書記掛となり、生涯の職として官吏の道を歩むこととなった。
1899年（明治32年）仙北郡役所勤務となり、県属の仙北郡書記となった。1902年（明治35年）に数え年29歳で結婚、相手は仙北郡横沢村（現・大仙市）の草彅キサであった。1904年（明治37年）には日露戦争の召集を受け、このときは奉天会戦に従軍している。1905年（明治38年）2月、清国盛京省遼陽にあったとき恩賜の品をいただき、凱旋後には勲章（勲七等青色桐葉章）と金300円を下賜されている。
1906年（明治39年）の召集免除後仙北郡書記に復職したが、1907年（明治40年）より秋田県属となり、1913年（大正2年）、秋田県県史編さん事務を嘱託された。深澤の精勤ぶりは他県にも聞こえ、1913年、秋田県に籍を置いたまま宮城県属、1917年（大正6年）からは京都府属を歴任した。京都転属は大正天皇の仙台行幸に際して深澤がそ感激をつづった文章が偶然京都府知事の目にとまったためであった。京都での官吏生活は、史学・考古学に強い関心をいだいていた深澤にとっては願ってもいないことであり、暇を得ては奈良や吉野を散策し、その研究もいっそう本格的なものとなった。1919年（大正8年）から1921年（大正10年）までは京都府熊野郡長を務め、これを最後に退官した。郷土史への情熱がやみがたかったといわれているが、体調不良もあったといわれる。京都在任中も『秋田県史』（大正版）の編集に加わり、熊野郡長時代には歴史学（京都帝国大学史学科教授）の喜田貞吉博士と親交を結び、また民俗学の柳田國男の知遇を得た。
1921年（大正10年）帰郷して一時飯詰村の飯詰駅前に住んだといわれる。1923年（大正12年）、自宅が火災を受け、多年蒐集してきた書画・歴史資料の一切を失い、この悲痛な思いは後年、『秋田叢書』の刊行を決意する契機となった。さしあたって大正12年春、畑屋村の歴史を『我村の歴史』と名付けてガリ版印刷にした1号を各方面に配布、13年7月まで14号を出版している。13年1月からは並行して、親友の江畑新之助の依頼で『飯詰村史編纂会報』を何冊か出版した。被災後は一時江畑新之助宅に身を寄せたともいわれるが、のちに後三年駅前の藤田宅に仮寓し、仕事にあたったと記録されている。この間、深澤は秋田県の県史蹟名勝記念物調査委員を嘱託され、1924年（大正13年）には角館町の田口謙蔵とともに仙北郡史編纂会を立ち上げ、編纂委員となった。1925年（大正14年）、高橋午山の推薦で平鹿郡横手町（現・横手市）の助役に就任、1927年（昭和2年）には名誉助役となったが、1931年（昭和6年）、病により職を辞してのちはいっそう郷土史研究に没頭した。この間、1927年に柳田國男が仙北郡大曲町（現・大仙市）で講演し、そこで菅江真澄研究の重要性を指摘したことから深澤はいっそう『秋田叢書』および『菅江真澄集』刊行の決意を深めたといわれる。1928年（昭和3年）、角館町史考会主催の菅江真澄百年祭の記念講演に訪れた喜田貞吉と会見し、喜田の意見を求め、ついに『秋田叢書』刊行に踏み切った。1932年（昭和7年）には柳田國男に教えを乞うため上京している。『秋田叢書』『別編菅江真澄集』の刊行を通じて、『月の出羽路』第25巻や『六野燭談』完本、『花の出羽路』や『羽陰史略』の欠失分など、すでに失われていると考えられていた資料も深澤の努力によって世に現れることになった。
史資料蒐集の途中の1934年（昭和9年）、横手市島崎の自宅で病没。法号「篤学院釈紫水居士」。墓は、その一生を研究に捧げた小野寺氏由来の横手市睦成の無量寿院墓地にある。畑屋村（後の千畑町、現・美郷町）の仏沢公園に顕彰碑がある（撰文は文学博士新野直吉）。

## 秋田叢書の刊行
1922年（大正11年）、自宅より失火し、多年にわたって蒐集してきた珍籍、書画、史料、和漢書5,000冊余りを失った。深澤はのちに『火災ニ逢ヒシ記』のなかで「自ラ三十年、苦心ノ記録焼亡スルヲ見タトキハ慥（タシカ）ニ精神ガ錯乱シタノデアル」と記している。これを機に貴重な史料の公刊を痛感、以後、目にとまった史料はすべて謄写印刷し、常に同好の士に配った。1927年の大曲町での柳田國男の講演は、菅江真澄研究の重要性を再認識させるものであった。そこで深澤は、[横手町助役在任中の1928年（昭和3年）からの『秋田叢書』12巻の出版と1930年（昭和5年）からの『菅江真澄集』の続刊を思い立った。深澤は、宮城県には『仙台叢書』、岩手県には『南部叢書』があり、それぞれ管内の古記録や古文書を収めており、秋田県にも『秋田叢書』が必要だと「県の当局に進言したること一再に止まらない」（『秋田叢書』第1巻）というありさまだったが、秋田県当局は腰が重く、やむなく自主刊行を決意するにいたった。
『秋田叢書』12巻の刊行には多額の資金が必要である。編集顧問に京都帝大の喜田教授をむかえ、編集・校訂は深澤多市のほか、沼田平治、須田勇助、細谷則理、大山順造、国本善治があたり、経理関係は深澤自身が負った。これらのメンバーに秋田市の人は少なく、県南部の人びとが中心であった。東京在住の国本は多市の妹婿にあたり、在京資料の謄写、浄書、印刷所との折衝にあたった。刊行にあたっては会費制とし、深澤は刊行の趣意書を秋田県内外の当時の多額納税者200人に送って会員を募ったが、実際に会員になったのは飯詰村の江畑新之助ただ1人であったという。
1928年4月に発行を発議し、同年9月1日に第1巻を刊行、300部を刷った。題叢は書家の赤星藍城、装丁は原田崇文であった。こののち全12巻のうち11巻までは深澤の生存中に刊行した。発行所は横手町の秋田叢書刊行会、第2巻までは東京市で印刷された。第2巻（1929年1月）、第3巻（1929年7月）、第4巻（1929年12月）、第5巻（1930年4月）、第6巻（1930年10月）、第7巻（1932年7月）、第8巻（1931年4月）、第9巻（1931年10月）、第10巻（1933年4月）、第11巻（1934年7月）というペースで刊行されたが、最後の1冊は未完のまま深澤が病死してしまた。私財を投げ打って『秋田叢書』刊行を実現した深澤家は生活費に事欠くほど困窮したが、未亡人となったキサ（喜佐子）夫人が故人の遺志を継ぎ、身の周りのものを処分して1935年（昭和10年）8月20日、第12巻を50部印刷して刊行、秋田県における本格的な郷土史研究にはじめて道をひらいた。なお、『秋田叢書』は非売品であり、また部数も少なかったので、現在は稀覯本となっている。
戦後、稀覯本となってしまった『秋田叢書』収載の諸資料をさらに一般に提供し、深澤の業績をさらに世人にひろめるため、秋田魁新報社文化部に所属していた井上隆明が中心となり、秋田大学の今村義孝教授を監修者にむかえ、渡部綱次郎、田口勝一郎を編集委員にむかえて1971年（昭和46年）から1979年（昭和54年）まで第3期全38巻の『新秋田叢書』が刊行された。

## おもな業績と編著作
菅江真澄の顕彰、史料不足のためそれまで知られなかった佐竹氏入部以前の県南地方の中世史の解明、戦国大名小野寺氏の全容を把握したことは深澤多市の最大の学績といえる。
深澤は被災間もない1924年（大正13年）8月、『小野寺氏研究資料第1輯』を刊行し、1934年（昭和9年）10月に第3輯を出している。彼はこの年の12月に亡くなっているので、これが彼の絶筆となった。その間、深澤は横手町助役の立場にあって地元の大山順三が主筆を務める『羽後新報』に全270回にわたって『小野寺氏興亡』改め『小野寺盛衰記』を連載執筆している。これは今日書籍として刊行され、郷土史の研究に供されている。
また、秋田考古学会と横手郷土史編纂会の結成にも深くかかわった。
秋田考古学会は秋田県内の考古学研究と菅江真澄研究に大きな影響をおよぼした団体で、武藤一郎と深澤によって1925年（大正14年）にはじめられた。深澤が亡くなったときには会報の追悼号が出されている。
横手郷土史編纂会は、横手町出身の画家金沢秀之助が同郷の薬局経営者との「散歩の雑談」から生まれたという伝説をもつ団体で、実務面は深澤が中心となって横手中学校の国漢の教師であった細谷則理と『羽後新報』で健筆をふるっていた大山順三が誘い込まれてスタートした会であった。この編纂会は、1926年（大正15年）10月23日、東北帝国大学に移った喜田貞吉を迎えて横手町役場で発会式が開かれている。

### 著書
- 『小野寺盛衰記』
- 『仙北郡史瑣談』
- 『金沢柵址と県社八幡神社』
- 『我村の歴史』

### 編書
- 『秋田叢書』12巻
- 『秋田叢書 別編 菅江真澄集』6巻
- 『小野寺研究資料』13編
- 『仙北郡史研究資料』
- 『秋田民俗資料』

## 官吏としての深澤多市
京都府熊野郡長時代、郡内久美浜村は紙の産地として知られていたが、製法は旧式で稚拙なものであったため、深澤は鳥取県日置村（現鳥取市）の先進的な製紙工場を村民・業者に見学させ、機械を用いた業務に改めるよう指導した。この視察はおおいに効果をあげ、製品は名古屋でひらかれた博覧会で銀賞を受賞したという。業者はこれを喜び、その傘紙を「多市印の傘紙」と命名したといわれている。